# Partido di Presidente Perón
Il partido di Presidente Perón è un dipartimento (partido) dell'Argentina facente parte della provincia di Buenos Aires. Il capoluogo è Guernica.
Il partido è di istituzione relativamente recente, essendo stato creato con la Legge provinciale n. 11.480 del 25 novembre 1993 con territorio scorporato da quelli di San Vicente, Esteban Echeverría e Florencio Varela.